# Sint-Thibautkapel

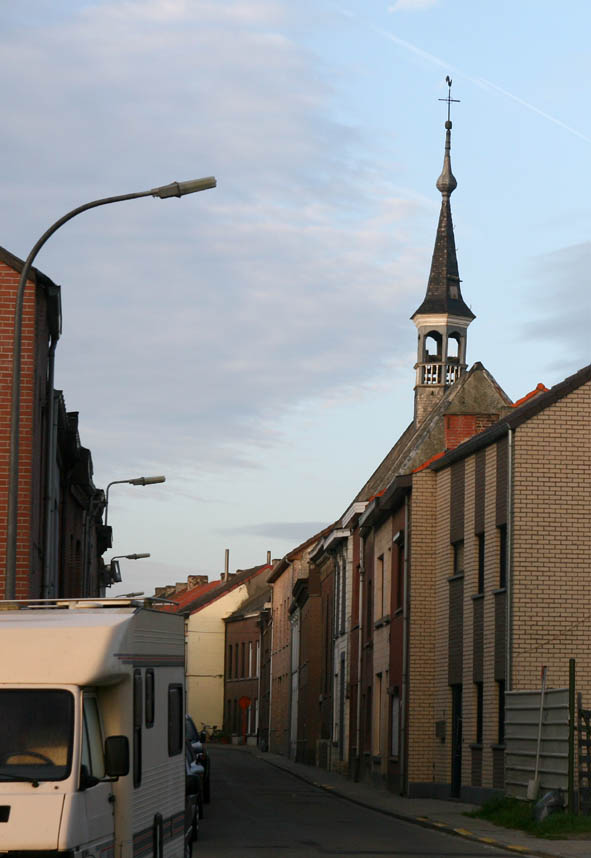
Sint-Thibautkapel

De Sint-Thibautkapel is een kapel in de Vlaams-Brabantse stad Tienen, gelegen aan de Mulkstraat 53.
Het betreft een eenbeukige gotische bakstenen kapel, gebouwd in de 16e eeuw. De kapel heeft een dakruiter. Het 17e-eeuws altaar is uitgevoerd in barokstijl.